# 越南國寺
越南國寺 (越南语:Việt Nam Quốc Tự ) 是一座寺庙，位于胡志明市第十郡2月3日街244号。越南國寺目前是胡志明市佛教会的驻地（原在印光寺）。

## 历史

### 1963-1975
该寺创建于1963年越南共和国政变之后，越南统一佛教会成立。政府租给佛教会土地，租约99年，仅收取象征性的的租金。.政变领袖阮慶捐赠了1000万越南盾来建造寺庙。1964年4月26日举行奠基仪式，阮慶出席了奠基仪式。建筑师吳曰樹设计了7层高的塔。

### 1975年至今
1975年越南战争结束后，新政府没收了全部土地，被废弃10年（1975年至1985年），1988年，前住持方丈申请越南越南國寺的所有权。5年后，1993年2月28日，政府再次授予他寺庙的土地3,712平方米。1993年，对寺庙进行了修复和翻新，并完成了7层高的塔楼。
2008年，有消息称，胡志明市人民委员会授权在该地区建设越南金融中心项目，越南國寺将被拆除。然而，在同年6月25日的新闻发布会上，官方确认该寺不在越南金融中心的规划区域内。
2015年10月31日，越南佛教教会举行了祈祷仪式，浇铸高7.5m、重35吨的青铜雕像，是越南最大的青铜雕像。